# Phaonia latinervis
Phaonia latinervis är en tvåvingeart som först beskrevs av Stein 1904.  Phaonia latinervis ingår i släktet Phaonia och familjen husflugor. Inga underarter finns listade i Catalogue of Life.